# Ashur-nirari III
Ashur-nirari III («Assur es mi ayuda»), fue un rey asirio que, después de suceder a su tío Ashur-nadin-apli, gobernó durante cinco años (1203-1198 a. C.).  
Se desconoce prácticamente todo acerca del reinado de Ashur-nirari III, excepto que era hijo de Ashur-nasir-pal. Fue sucedido por otro tío suyo, Enlil-kudurri-usur, posiblemente con violencia. La evidencia de un archivo de esta época, que podría aportar luz sobre este reinado, permanece indisponible, lo que ha llevado al historiador, Itamar Singer a observar que:
«lamentablemente, dos importantes archivos del siglo XIII a. C., cada uno con 400 tablillas, aún permanecen sin publicar,
 ...incluidos los textos de Tell Sabi Abyad (encontrados en 1997-1998)».